# 杰弗里·爱泼斯坦
杰弗里·爱德华·爱泼斯坦（英語：Jeffrey Edward Epstein，1953年1月20日—2019年8月10日），美国投资家、科研慈善事业赞助者，在册性罪犯。爱泼斯坦的职业生涯始于投资银行贝尔斯登公司，之后他成立了自己的公司——杰·爱泼斯坦公司（J. Epstein & Co.）。2008年，爱泼斯坦因教唆未成年少女卖淫而被判罚18个月的“羁押与工作假释”。这意味着在服刑期间，爱泼斯坦每天可以在监狱外度过16个小时。
2019年7月6日，爱泼斯坦再次因与佛羅里達州和紐約州的未成年人性交易案而被捕。2019年8月10日，爱泼斯坦在曼哈顿一處受到管束的监狱中死亡，官方说法是自杀，但因爲疑點眾多，有人推测是謀殺。爱泼斯坦与英国社交名流格希萊恩·麥克斯韋爾（Ghislaine Maxwell）有着长达数十年的交往，导致她于2021年被美国联邦指控犯有性贩运罪，以及串谋帮助他为儿童性虐待和卖淫引诱女孩（其中包括一名14岁女孩）的罪名。2022年，對愛潑斯坦的所有控罪均成立，他被判監20年。
2025年2月27日，司法部长帕姆·邦迪宣布，司法部已解密与杰弗里·爱泼斯坦有关的档案名为「爱泼斯坦档案：第一阶段」，有200多页内容，包括爱泼斯坦的个人通讯录和联系人名单。

## 早年生活
1953年生於美国纽约市布鲁克林的一个犹太人家庭，并在康尼岛长大。爱泼斯坦的父亲曾经为纽约市公园工作。杰弗里·爱泼斯坦在1969年从拉法叶高中毕业后进入库伯联盟学院就读，并在1971年退学。他后来就读于纽约大学科朗数学研究所，但没有取得任何学位。

## 职业生涯
1973年到1975年期间，杰弗里·爱泼斯坦在曼哈顿道尔顿学校担任教师并教授物理学和微积分，學生包括投资银行贝尔斯登公司董事长阿伦·格林伯格的儿子。1976年，爱泼斯坦开始在贝尔斯登公司担任交易员；他在特殊交易部门工作，为那些高净值人士提供税务建议。杰弗里·爱泼斯坦在其金融职业生涯中取得了成功，并于1980年成为贝尔斯登公司的有限合伙人。
1982年，爱泼斯坦成立了自己的财务管理公司——杰·爱泼斯坦公司（J. Epstein & Co.），管理的客户资产净值超过10亿美元。1987年，总部位于俄亥俄州的连锁女装店莉米特德的创始人及董事长莱斯利·韦克斯纳成为爱泼斯坦公司最著名的客户。就在韦克斯纳成为爱泼斯坦客户的第二年，他就收购了Abercrombie & Fitch。1992年，他将纽约市上東區的一所私立学校改建為一栋房产。爱泼斯坦后来购买了这套位于纽约最富裕地区的房产。1996年，爱泼斯坦将自己的公司改名为“金融信托公司（Financial Trust Company）”，并基于税收优惠原因将公司迁往美属维尔京群岛的圣托马斯岛。
2003年，爱泼斯坦申请收购《纽约》杂志，当时的竞争對手包括：广告人唐尼·德茨奇、投资家纳尔逊·佩尔茨、媒体大亨及《纽约每日新闻》出版人莫蒂默·扎克曼、电影制片人哈维·韦恩斯坦等，但最终被华尔街投资家布鲁斯·沃瑟斯坦以5,500万美元出价击败。2004年，爱泼斯坦与扎克曼承诺出资2,500万美元入股雷达在线，这是一家由马尔·罗山创立的关于名流和流行文化的网络杂志。爱泼斯坦、扎克曼作为合资企业的平等合伙人存在；而罗山则以主编身份保留了少数股份。

### 科研赞助
杰弗里·爱泼斯坦在2000年成立了杰弗里·爱泼斯坦六世基金会，该基金会以资助科学研究和教育为目的。在2003年之前，爱泼斯坦基金会资助了马丁·洛瓦克在新泽西州普林斯顿高等研究院的研究。2003年5月，爱泼斯坦基金会赞助了哈佛大学3,000万美元用于“进化动力学项目”的研究。
爱泼斯坦在其宣称的慈善赞助事业中的执行程度不明确，他的杰弗里·爱泼斯坦六世基金会从未像其他基金会那样经常披露讯息。人们对于这种缺乏透明度的基金会表示忧心；在2015年，纽约州总检察长试图获取该基金会的相关讯息。

## 性侵案件

### 性侵少女案
2005年3月，一名妇女联系佛罗里达州棕榈滩警察局，声称她14岁的继女被一名年纪稍长的女孩带至杰弗里·爱泼斯坦的豪宅。据称她的继女收取了300美元表演脱衣和为爱泼斯坦按摩。她在豪宅内是一丝不挂，但是离开时却穿着她的内衣。
棕榈滩警方对爱泼斯坦进行了长达11个月的卧底调查，隨後亦搜查了他的住所；联邦调查局（FBI）也参与了本案的调查。在这次搜查行动后，警方称爱泼斯坦向他的陪同人员支付了报酬并与之发生性行为。根据对5名受害者的调查和17份经过宣誓的证词，以及在爱泼斯坦住宅的垃圾桶中發現的高中成绩单和其他物品显示，有一些与爱泼斯坦性交易的女性未满18岁。警方在搜查行动中发现大量女孩所拍摄的照片，其中一部分是在警方调查时所拍摄。
根据《国际财经时报》报道，在2006年的诉讼文件显示，爱泼斯坦在其房产的许多地方都安装了隐蔽摄像机。爱泼斯坦以摄像机拍下名人与未成年少女的性活动以达到自己的非法目的，例如敲诈勒索。据称爱泼斯坦将少女“出借”给权贵并让他们交往，以此获得可以勒索的相关信息。2015年，有证据表明出入爱泼斯坦豪宅的其中一位权贵是英國皇室的安德鲁王子。爱泼斯坦的一名前雇员向警方作证道，爱泼斯坦每天都要接受三次按摩。最终警方调查了36个女孩的账户，其中部分女孩也控诉爱泼斯坦对其有性骚扰行为。
警方将调查结果總汇成一份长达53页的联邦法院起诉书。但是，时任佛罗里达州南区联邦检察院美国联邦检察官亚历山大·阿科斯塔同意了一份认罪协议。根据该协议，联邦政府将给予爱泼斯坦所有联邦刑事指控的豁免权，该豁免权同時包含爱泼斯坦的四名共谋者以及其他未具名的“潜在共谋者”；该协议还将终止对爱泼斯坦的调查并封存起诉书。而爱泼斯坦必须同意就性交易罪名认罪并注册为性罪犯，同时他须向联邦调查局确认的30名受害者支付赔偿款項。《卫报》对此评论道，“美国联邦政府同意了杰弗里·爱泼斯坦基于佛罗里达州法律就与未成年人性交易一项罪名认罪……爱泼斯坦同时同意对联邦调查局确认的40名受害女性所提起的民事诉讼无异议，尽管如此，爱泼斯坦却因此逃脱了可能会导致他余生都在监狱中度过的起诉。”
2006年5月，棕榈滩警方提交了一份颇具可能原因的宣誓証詞。该文件宣称爱泼斯坦应该被控四项非法与未成年少女发生性行为和一项性骚扰罪名。这次担任爱泼斯坦的辩护律师包括杰拉尔德·莱科特、阿伦·德肖维茨和稍后加入的肯·斯塔尔。在调查爱泼斯坦是否知道那些女孩是未成年人的测谎实验中，他通过了测试。
在联邦政府同意就州法律对爱泼斯坦提起诉讼后，检察机关召集了一个大陪审团。随后时任棕榈滩警局局长迈克尔·雷特写信给州检察官巴里·科舍尔（Barry Krischer），抱怨州检察院这个“极其不寻常”的起诉行为，并要求退出该案件。大陪审团再次通过一项嫖娼重罪指控，爱泼斯坦于2006年8月对此指控表示无罪。
2019年2月21日，美国地方法院法官肯尼斯·马拉表示，当初联邦检察官在同意爱泼斯坦认罪协议之前并没有通知受害人，这个行为违反了佛罗里达州州法。法官留下了补救当初案件的机会。

#### 量刑
2008年6月，杰弗里·爱泼斯坦承认了一项州指控，即与一名14岁女孩进行性交易，被判处18个月监禁。不同於佛罗里达州其他被判刑的性罪犯，爱泼斯坦沒有像他們一般身陷州立監獄的鐵牢之中，而是被送入位于棕榈滩的一個「設有围栏的私人机构」。在这里，他能够安排自己的服刑生活，例如，每周六天、每天12小时，他可以因“工作假释”前往他位于市中心的办公室。按照裁决，他服刑一年后可以申请假释，因而爱泼斯坦在服刑13个月之后即被假释。在假释期间，他被多次允许搭乘其私人飛機往返位于曼哈顿和美属维尔京群岛的家。爱泼斯坦在獲釋時，於纽约州注册为三级性罪犯（再犯案几率最高），並貼上这一终生的标签。

#### 反响
对杰弗里·爱泼斯坦給予免罪协议以及宽大处理是一個持续受争议的话题。棕榈滩警局局长指责州政府向爱泼斯坦提供過於宽宥的待遇；《迈阿密先驱报》则评论说，美国联邦检察官阿科斯塔给了爱泼斯坦一笔“价值终生的交易”。
对杰弗里·爱泼斯坦的指控公布之后，一些个人和机构退还了他的捐款，其中包括艾略特·斯皮策、比尔·理查森和棕榈滩警局。不过哈佛大学宣布不会退还捐款。爱泼斯坦向儿童援助机构提供的善款也被人们所质疑。
2010年6月8日，爱泼斯坦的前任房屋经理阿尔弗雷多·罗德里格斯（Alfredo Rodriguez）被判监禁18个月，因为警方发现他试图出售他曾向警方调查时隐瞒的一份记录着爱泼斯坦活动的文件。联邦调查局特工克里斯蒂娜·普莱尔（Christina Pryor）审阅这些文件后认可这是“在调查和起诉案件时非常有用的材料，因为这包含了重要证人和其他受害者的姓名及联系方法。”

#### 再审
本案于2018年12月进行上诉审查，这是州检察官布拉德利·爱德华兹（Bradley Edwards）针对杰弗里·爱泼斯坦州诉讼的一部分。本次审判将第一次为受害者提供公开指控的机会。然而，案件在审判的第一天就得到了解决。爱泼斯坦在庭上认罪；但是和解协议的其他内容目前仍然保密。
同时联邦法庭正在审理另一项长期诉讼，这是因为当初的认罪协议侵犯了被害者权益，而旨在撤销该认罪协议。2015年4月7日，肯尼斯·玛拉法官裁定，弗吉尼亚·罗伯茨对安德鲁王子的起诉与其他受害者寻求重新审理爱泼斯坦同联邦政府的豁免协议之诉讼无关，并指示将该指控从诉讼记录中删除。玛拉法官没有就罗伯茨的起诉事由之真实性作出裁决。尽管玛拉法官没有允许罗伯茨及另一名匿名女性作为原告加入本次诉讼，但他特别说明道，罗伯茨可能会在案件庭审时提交她的证据。

### 罗伯茨案
2015年1月，31岁的美国女性弗吉尼亚·罗伯茨（Virginia Roberts）在其宣誓证词中宣称她17岁时曾沦为杰弗里·爱泼斯坦的性奴隶，而爱泼斯坦的前女友格希萊恩·麦克斯韦尔也协助了这种虐待行为。她进一步表示，爱泼斯坦曾经将她贩卖给其他人，其中包括英國皇室的安德鲁王子和哈佛法学院教授阿伦·德肖维茨。罗伯茨更声称，爱泼斯坦和其他人在性及其他方面虐待过她。
罗伯茨批評联邦调查局参与对案情的掩盖和隐瞒。她说她在1999年到2002年期间为爱泼斯坦的性奴隶，同时还协助爱泼斯坦招募其他未成年少女。但是，安德鲁王子、德肖维茨教授和爱泼斯坦都拒绝承认与罗伯茨发生过性关系。德肖维茨教授对該指控采取了法律行动。据称属于罗伯茨的日记正在网上发表。最终和其他与爱泼斯坦有关的民事案件一样，罗伯茨与爱泼斯坦签署了庭外和解协议。
英国广播公司（BBC）电视节目《广角镜》计划对這次丑闻展开再次调查。截至2016年，尚未有任何法院审理这些索赔案。

### 其他案件
2008年2月6日，一名弗吉尼亚州的不具名女士向美国联邦法院对杰弗里·爱泼斯坦提出5,000万美元的民事诉讼。她表示在她还是16岁未成年时，曾于2004年至2005年期间被“招募给爱泼斯坦担任一名按摩师”。她声称當時被带至爱泼斯坦的豪宅，在那里爱泼斯坦向自己祼露身体并和自己发生了性关系，最后还支付了200美元。2008年3月，另一名女士也提出了类似的诉讼并索偿5,000万美元，该案由同一名律师代理。但是这与其他几起类似的诉讼一樣最终都被驳回。
而其他所有的诉讼都以爱泼斯坦和当事人达成庭外和解协议告终。虽然爱泼斯坦与所谓的“受害者”签署了大量的庭外和解协议，但是截至2015年1月，他仍然有一些案件尚未解决。
2014年12月30日，美国司法部同意了杰弗里·爱泼斯坦在2008年的有限认罪，在佛罗里达州据《刑事受害人权利法》向联邦法院提起民事诉讼。该诉讼同时也指控阿伦·德肖维茨对爱泼斯坦所提供的未成年少女实施性虐待。可是，针对德肖维茨的指控被法官排除在本次诉讼之外，法官认为他们不能在法律诉讼范围内重新提交认罪协议。一份提供给法庭的文件指出爱泼斯坦营運着一个“性虐圈”，并向“重要的美国政治家、显赫的商业領袖、外国总统、知名总理及政府高幹”提供未成年少女。
2016年4月，一名女子在加利福尼亚州向杰弗里·爱泼斯坦和唐纳德·特朗普提起诉讼，指控特朗普在爱泼斯坦的系列派对上性侵自己，而她当时只有13岁。这项指控在2016年5月被联邦法官驳回，理由是起诉者没有根据联邦法律提起有效的诉讼赔偿。该女子随后于2016年6月在纽约州提起另一项联邦诉讼，但该诉讼在三个月后撤回。2016年9月，她在纽约第三度提起诉讼。后两次诉讼中还包括一名匿名人士所提交的证词，这份证词证明了诉讼中的指控内容；此外还有一个匿名人士宣称他从原告曾告诉过案件发生的时间。原告的姓名是匿名的，官方文件上都以“Jane Doe”称呼她。她原计划于2016年大选投票前六天召开记者会，但随后突然取消；其律师丽莎·布鲁姆断言这名女子已经受到威胁。该诉讼于2016年11月4日被撤销。特朗普的律师阿伦·加登（Alan Garten）否认了这些指控；而爱泼斯坦则拒绝回应。
2019年7月6日，爱泼斯坦在美国新泽西州被捕，联邦调查局特工在其位于纽约曼哈顿的住宅中发现大量淫秽照片。纽约南区联邦检察院8日起诉他进行性交易及合谋人口販賣未成年女性。

### 自杀疑云
2019年8月10日，爱泼斯坦在曼哈顿的监狱中自缢身亡。11日，纽约市首席法医芭芭拉·桑普森（Barbara Sampson）的办公室完成了爱泼斯坦的尸体解剖，将其死因列为待定。验尸发现，爱泼斯坦颈部多处骨折，其中一处为舌骨骨折。美国法医协会协会主席乔纳森·阿登（Jonathan L. Arden）表示，舌骨断裂通常与谋杀性勒死有关，但也不排除自杀的可能。另外，依据纽约监狱的规章制度，爱泼斯坦所在的牢房需要每半小时检查一次，然而就在他自杀的那晚，这一程序因为“人手不足”并未被执行。
哈佛大學国际关系教授斯蒂芬·沃尔特認為爱泼斯坦是「適時的死亡」，同時也讓很多事永遠成為謎團。

### 案件後續
2020年7月2日，爱泼斯坦前女友格希萊恩·馬克思維爾涉嫌在爱泼斯坦性侵案中诱骗未成年少女而遭到逮捕。
2022年年底，美属维尔京群岛起诉摩根大通，称该公司在明知道爱泼斯坦旗下公司从事非法活动的情况下，仍为其提供金融服务并协助爱泼斯坦隐瞒罪行。2023年5月15日报道，美属维尔京群岛向特斯拉公司首席执行官埃隆·马斯克发出传票，要求其提供文件证明摩根大通在爱泼斯坦案中扮演的角色。
2024年1月4日，法院陆续公开监督針對麥克斯韋訴訟的法官于2023年12月18日下达的法院命令所要求公开的法庭文件。这些法庭文件为罗伯茨案一部分，其中提到了以前与爱泼斯坦有关的人物的名字。这些名字並不表示愛潑斯坦或其他任何人有任何不當行為，而是包括許多愛潑斯坦的原告和所謂的受害者，以及與愛潑斯坦僅有無關關係但被捲入針對麥克斯韋訴訟的人。
2025年7月，美國司法部和聯邦調查局得出結論，認為沒有證據表明愛潑斯坦勒索知名人士，無保留「客戶名單」或被謀殺，指愛潑斯坦自殺身亡的調查結果。根據閉路電視，當時愛潑斯坦與2019年8月9日下午10時45分被關在牢房內，以及翌日上午六時三十分左右，被發現已無反應，當時也無他人進入該區域。

## 个人生活
杰弗里·爱泼斯坦拥有一架私人波音727飞机并经常使用，记录显示“每年长达600小时的飞行时間⋯⋯，通常都是与他招待的客人一同搭乘。”2002年9月，爱泼斯坦与比尔·克林顿、凯文·史派西、克里斯·塔克一同搭乘这架私人飞机前往非洲。根据飞行记录显示，克林顿共计搭乘爱泼斯坦的私人飞机26次。因为他曾因性侵未成年少女而被指控和定罪，爱泼斯坦的这架私人飞机被媒体嘲讽为“蘿莉塔航班（Lolita Express）”。
爱泼斯坦与安德鲁王子、小托马斯·巴瑞克是相识多年的朋友，同时他也曾出席许多名人所举办的聚会，如唐纳德·特朗普、凯蒂·库瑞克、乔治·斯蒂芬诺伯罗斯、伍迪·艾伦等。特朗普在2002年谈及爱泼斯坦时说道：“我认识杰弗里15年了。很棒的家伙！和他在一起很愉快。他甚至像我一样喜欢漂亮的女人，其中很多还是很年轻的那种。”

### 豪宅物业
杰弗里·爱泼斯坦在纽约市曼哈顿的豪宅据说是全纽约最大的私人豪宅；它曾经是伯奇维森雷诺克斯学校的所在地。这座占地50,000平方英尺（4,600平方）的九层豪宅就在第五大道旁，俯瞰着弗里克珍藏美术馆。
爱泼斯坦的其他物业还包括：位于佛罗里达州棕榈滩的别墅；位于法国巴黎的公寓；位于新墨西哥州斯坦利的一座占地10,000英畝（40平方）的牧场，牧场内还有一栋山顶别墅；一个位于美属维尔京群岛圣托马斯岛附近的名叫“小聖詹姆斯島”的私人岛屿，岛屿上包括一栋公馆和一座宾馆。

## 相关人物
- 前女友、同案犯：格希莱恩·马克思维尔
- 希拉里·克林顿
- 约克公爵安德鲁王子

## 外部連結
- 杰弗里·爱泼斯坦六世基金会官方网站 Portuguese Web Archive的存檔，存档日期2016-05-19
- Julie K. Brown. . 迈阿密先驱报. 2018-11-28  [2019-04-18]. （原始内容存档于2018-11-28）.
- Julie K. Brown. . 迈阿密先驱报. 2018-11-28  [2019-04-18]. （原始内容存档于2019-08-02）.
- Julie K. Brown. . 迈阿密先驱报. 2018-11-28  [2019-04-18]. （原始内容存档于2018-12-01）.
- Julie K. Brown; Aaron Albright. . 迈阿密先驱报. 2018-11-28  [2019-04-18]. （原始内容存档于2021-03-31）.
- Julie K. Brown. . 迈阿密先驱报. 2018-11-28  [2019-04-18]. （原始内容存档于2019-08-15）.
- Julie K. Brown. . 迈阿密先驱报. 2018-11-28  [2019-04-18]. （原始内容存档于2021-02-16）.
- Susan Edelman; Isabel Vincent. . 纽约邮报. 2018-12-01  [2019-04-18]. （原始内容存档于2021-02-03）.
- Jane Coaston; Anna North. . 声音（英语：Vox (website)）. 2018-12-04  [2019-04-18]. （原始内容存档于2019-01-30）.